# 피에르 판호이동크
피에르 판호이동크(네덜란드어: Petrus Ferdinandus Johannes "Pierre" van Hooijdonk, 1969년 11월 29일~)는 네덜란드의 전 축구 선수다. 1998년 FIFA 월드컵과 유로 2000, 유로 2004에 네덜란드 대표로 출전한 바 있다.
그는 1998년 FIFA 월드컵때 대한민국과의 조별리그 2차전에서 득점한 선수로 유명하다.